# Championnat de Bosnie-Herzégovine de football 2006-2007
Navigation
Saison précédente Saison suivante
La saison 2006-2007 du Championnat de Bosnie-Herzégovine de football était la 15e édition du championnat national de première division. Les seize meilleurs du pays sont regroupés au sein d'une poule unique où ils s'affrontent deux fois, à domicile et à l'extérieur. En fin de saison, les deux derniers du classement sont relégués et remplacés par le vainqueur de chaque groupe de deuxième division (groupe Fédération de Bosnie-Herzégovine et groupe Republika Srpska).
Le FK Sarajevo remporte le premier titre de champion de Bosnie-Herzégovine de son histoire en terminant en tête du championnat cette année, devançant le HSK Zrinjski Mostar de 3 points et le FK Slavija de 4 points. Le tenant du titre, le NK Široki Brijeg, ne termine qu'à la 4e place, à 12 points du FK Sarajevo mais remporte un nouveau trophée après sa victoire en Coupe de Bosnie-Herzégovine face au FK Slavija.

## Les 16 clubs participants
| - FK Željezničar Sarajevo - FK Velez Mostar - Promu de First League - FK Sarajevo - NK Celik Zenica - NK Široki Brijeg - NK Posusje - FK Sloboda Tuzla - HNK Orasje | - HSK Zrinjski Mostar - NK Zepce - FK Leotar Trebinje - NK Jedinstvo Bihać - FK Slavija - FK Radnik Bijeljina - FK Modrica - FK Borac Banja Luka - Promu de First League |

## Compétition

### Classement
Le barème utilisé pour établir le classement est le suivant :
- Victoire : 3 points
- Match nul : 1 point
- Défaite : 0 point

| Rang | Équipe                  | Pts | J  | G  | N | P  | Bp | Bc | Diff |
| ---- | ----------------------- | --- | -- | -- | - | -- | -- | -- | ---- |
| 1    | FK Sarajevo             | 57  | 30 | 17 | 6 | 7  | 44 | 26 | +18  |
| 2    | HSK Zrinjski Mostar -1  | 54  | 30 | 17 | 4 | 9  | 67 | 40 | +27  |
| 3    | FK Slavija              | 53  | 30 | 17 | 2 | 11 | 41 | 35 | +6   |
| 4    | NK Široki Brijeg T C    | 45  | 30 | 13 | 6 | 11 | 39 | 32 | +7   |
| 5    | FK Željezničar Sarajevo | 44  | 30 | 13 | 5 | 12 | 51 | 40 | +11  |
| 6    | FK Modrica              | 44  | 30 | 13 | 5 | 12 | 42 | 44 | -2   |
| 7    | FK Leotar Trebinje      | 43  | 30 | 14 | 1 | 15 | 47 | 48 | -1   |
| 8    | FK Velez Mostar P       | 43  | 30 | 12 | 7 | 11 | 41 | 42 | -1   |
| 9    | NK Jedinstvo Bihać      | 43  | 30 | 13 | 4 | 13 | 46 | 57 | -11  |
| 10   | NK Žepče                | 40  | 30 | 12 | 4 | 14 | 30 | 37 | -7   |
| 11   | NK Posusje              | 40  | 30 | 12 | 4 | 14 | 42 | 51 | -9   |
| 12   | FK Sloboda Tuzla        | 40  | 30 | 12 | 4 | 14 | 36 | 45 | -9   |
| 13   | HNK Orasje              | 391 | 30 | 11 | 6 | 13 | 39 | 35 | +4   |
| 14   | NK Celik Zenica         | 39  | 30 | 12 | 3 | 15 | 29 | 34 | -5   |
| 15   | FK Borac Banja Luka P   | 39  | 30 | 13 | 0 | 17 | 42 | 47 | -5   |
| 16   | FK Radnik Bijeljina     | 25  | 30 | 8  | 1 | 21 | 25 | 50 | -25  |

|  | Qualification pour la Ligue des clubs champions 2007-2008                                          |
|  | Qualification pour la Coupe UEFA 2007-2008                                                         |
|  | Qualification pour la Coupe Intertoto 2007                                                         |
|  | Relégation en Prva Liga                                                                            |
|  | T : Tenant du titre C : Vainqueur de la Coupe de Bosnie-Herzégovine P : Promu de deuxième division |

- Le HSK Zrinjski Mostar reçoit une pénalité d'un point pour des incidents survenus lors de la rencontre de la 23e journée face au HNK Orasje (match gagné sur tapis vert par Orasje 3-0).

## Bilan de la saison
| Championnat de Bosnie-Herzégovine de football 2006-2007         |                                               |
| Champion                                                        | FK Sarajevo (2e titre)                        |
| Coupes et trophées                                              |                                               |
| Vainqueur de la Coupe de Bosnie-Herzégovine 2006-2007           | NK Široki Brijeg                              |
| Qualifications continentales                                    |                                               |
| Ligue des clubs champions 2007-2008 (1er tour de qualification) | FK Sarajevo                                   |
| Coupe UEFA 2007-2008                                            | NK Široki Brijeg                              |
| Coupe UEFA 2007-2008                                            | HSK Zrinjski Mostar                           |
| Coupe Intertoto 2007                                            | FK Slavija                                    |
| Promotions et relégations                                       |                                               |
| Promus en Premier League                                        | NK Travnik (Fédération de Bosnie-Herzégovine) |
| Promus en Premier League                                        | FK Laktaši (Fédération de Republica Srpska)   |
| Relégués en Prva Liga                                           | FK Borac Banja Luka FK Radnik Bijeljina       |